# مسيلمة الكذاب
مسلمة بن حبيب الحنفي (أو مسيلِمة بن ثمامة بن كثير بن حبيب الحنفي) ويلقب "بمسيلِمة الكذاب"، كان أشهر من ادعى النبوة في زمن النبي محمد بن عبد الله.

## نبذه عنه
اُختلِف في اسمه، فقالوا: مسيلمة بن حبيب الحنفي الكذاب، وقالوا: مسيلمة بن ثمامة بن كثير بن حبيب الحنفي، ويكنى: أبا ثُمَامَةَ، وقيل: أبو هارون، وفي الأمثال: «أكذب من مسيلمة». ولد ونشأ في اليمامة، في القرية المسماة اليوم بالجبيلة، بقرب العيينة بوادي حنيفة في نجد.
تذكر الأخبار أن مسيلمة: «كان قصيرًا شديد الصفرة أخنس الأنف أفطس»، وكان أَسَنَّ عمرًا من رسول الله، وأنه قد تكهن وتنبأ باليمامة ووجد له أتباعًا قبل نزول الوحي على النبي، وأن أهل مكة كانوا على علم برسالته، ويذكر أهل الأخبار أن مسيلمة كان ابن مائة وخمسين سنة حين قُتل في اليمامة.
وكان مسيلمة قبل ادعائه النبوة يتجول في الطرقات، يطوف في الأسواق التي كانت بين دور العرب والعجم، مثل الأبلة وبقة (موضع قريب من الحيرة)، والأنبار والحيرة، يلتمس تعلم الحيل والنِّيرَجَات، واحتيالات أصحاب الرقى والنجوم والخط ومذاهب الكهان والعياف والسحرة، ويتابع أخبار المتنبئين.

## إعلانه للنبوة
عام 632 ميلادية ذهب مسيلمة مع عدد من قومه المسلمين من بني حنيفة الذين قدمو إلى المدينة يبايعون النبي. بايع المسلمون من بني حنيفة رسول الله. لكن مسيلمة لم يبايع معهم بل قال: «أريد أن يشركني محمد معه في النبوة كما أشرك موسى أخاه هارون». فسمعه النبي، فأمسك عرجوناً صغيراً من الأرض وقال لمسيلمة: والله يا مسيلمة لإن سألتني هذا العرجون ما أعطيته لك، فخرج مسيلمة ولم يبايع الرسول.
عاد مسيلمة إلى اليمامة وأخبر بعضاً من قومه أن محمدًا قد يشركه في النبوة معه، وحاول مرة أخرى وأرسل هذه المرة رسالة إلى النبي جاء فيها: «من مسيلمة رسول الله إلى محمد رسول الله: ألا إنى أوتيت الأمر معك فلك نصف الأرض ولي نصفها ولكن قريشاً  قومُ يظلمون»، فرد عليه الرسول محمد برسالة جاء فيها: «من محمد رسول الله إلى مسيلمة الكذاب، السلام على من اتبع الهدى، أما بعد، ﴿إِنَّ الْأَرْضَ لِلَّهِ يُورِثُهَا مَنْ يَشَاءُ مِنْ عِبَادِهِ وَالْعَاقِبَةُ لِلْمُتَّقِينَ﴾»
بعد وفاة النبي محمد، ظهرت سجاح التميمية في شرق نجد، وأرادت غزو اليمامة مع جيشها من بني تميم، فقالت لهم فيما تقوله: «عليكم باليمامة، دفوا دفيف الحمامة، فإنها غزوة صرامة، لا تلحقكم بعدها ملامة»، وحين علم مسيلمة بذلك عرض عليها أن تنضم إليه في مواجهة المسلمين. وتزوج مسيلمة بن حبيب من سجاح بنت الحارث.

## موته
بعد وفاة النبي محمد، حارب أبو بكر الصديق المرتدين ومانعي الزكاة ومنهم مسيلمة، الذي هزم قواته خالد بن الوليد، وقتل وحشيُّ بن حربٍ مسيلمةَ في معركة اليمامة عام 12 هـ / 633 ميلادية وكان عمره قد تعدى المئة عام بحسب ما ورد في تاريخ الخلفاء للسيوطي.
لم يُصبِح جميع أتباع مسيلمة مسلمين مخلصين، فبعدَ عشرِ سنين أعدم حامِل رسالة مسيلمة (التي أرسلها للرسول محمد) مع آخرين في الكوفة حيث اعتبروا بأنهم ما زالوا على دعوة مسيلمة.

## خُدعة
امتاز مسيلمة الكذاب بخدعتين استجلبت أنظار الناس له وهما بيضة القارور وراية الشادن فحسب كتاب الحيوان للجاحظ، فقد ساح مسيلمة في أسواق العرب حتى تعلم من الحواة والمشعوذين طرقًا يستجلب بها أنظار الناس كي يؤمنوا بنبوته المزعومة فكان يضع البيضة في الخل مدة طويلة فتصبح كالعلكة تمط ويخدع بها أفهام الأعراب البسطاء بأن يدخلها في القارورة الزجاجية، وصنع طائرات ورقية أو كما كانت تسمى براية الشادن وزعم أنها الملائكة تنزل عليه وذلك بأن أتى بها في ليلة ظلماء عاصفة ووضع فيها سلاسل فأرتاع الناس وزعم أن من نظر إليها خطف بصره.

## أسجاع مسيلمة بن حبيب الحنفي
وقد حاول مسيلمة بن حبيب أن يضاهي القرآن بأقوالٍ فيها سجع، منها:
1. وَاللَّيْلُ الدَّامِسْ، وَالذِّئْبُ الْهَامِسْ، مَا قَطَعَتْ أَسَدٌ مِنْ رَطْبٍ وَلَا يَابِسْ.
2. لَقَدْ أَنْعَمَ اللَّهُ عَلَى الْحُبْلَى، أَخْرَجَ مِنْهَا نَسَمَةً تَسْعَى، مِنْ بَيْنِ صِفَاقٍ وَحَشَا.
3. إن بني تميم قوم طهر لقاح، لا مكروه عليهم ولا إتاوة، نجاورهم ما حيينا بإحسان، نمنعهم من كل إنسان، فإذا متنا فأمرهم إلى الرحمن.
4. وَالْفِيلْ، وَمَا أَدْرَاكَ مَا الْفِيلْ، لَهُ زَلُّومٌ طَوِيلْ.
5. وَالْمُبَذِّرَاتِ زَرْعًا، وَالْحَاصِدَاتِ حَصْدًا، وَالذَّارِيَاتِ قَمْحًا، وَالطَّاحِنَاتِ طِحْنًا، وَالْخَابِزَاتِ خَبْزًا، وَالثَّارِدَاتِ ثَرْدًا، وَاللَّاقِمَاتِ لَقْمًا، إِهَالَةً وَسَمْنًا، لَقَدْ فُضِّلْتُمْ عَلَى أَهْلِ الْوَبَرِ، وَمَا سَبَقَكُمْ أَهْلُ الْمَدَرِ، رَفِيقَكُمْ فَامْنَعُوهُ، وَالْمُعْتَرَّ فآووه، والناعي فواسوه.
6. يَا ضِفْدَعُ بَنَتَ الضِّفْدَعِينْ، نَقِّي كَمْ تَنِقِّينْ، لَا الْمَاءَ تُكَدِّرِينْ، وَلَا الشَّارِبَ تَمْنَعِينْ، رَأْسُكِ فِي الْمَاءِ وَذَنَبُكِ فِي الطِّينْ.
7. وقد ذكر ابن كثير أن عمرو بن العاص -قبل إسلامه- قابل مسيلمة فسأله مسيلمة: ماذا أنزل على صاحبكم في هذا الحين؟ فقال له عمرو: لقد أنزل عليه سورة وجيزة بليغة. فقال: وما هي؟ قال: أنزل عليه: ﴿وَالْعَصْرِ ۝١ إِنَّ الْإِنْسَانَ لَفِي خُسْرٍ ۝٢ إِلَّا الَّذِينَ آمَنُوا وَعَمِلُوا الصَّالِحَاتِ وَتَوَاصَوْا بِالْحَقِّ وَتَوَاصَوْا بِالصَّبْرِ ۝٣﴾[6]، قال: ففكر مسيلمة ساعة، ثم رفع رأسه فقال: ولقد أنزل عليَّ مثلها. فقال له عمرو: وما هو؟. قال مسيلمة: «يَا وَبَرُ يَا وَبَرُ، إِنَّمَا أَنْتِ أُذُنَانِ وَصَدْرٌ، وَسَائِرُكِ حَقْرٌ نَقْرٌ». ثم قال: كيف ترى يا عمرو؟ فقال عمرو: والله إنك لتعلم أني أعلم إنك لتكذب.

قال أبو بكر الباقلاني: «فأما كلام مسيلمة الكذاب وما زعم أنه قرآن فهو أخس من أن ننشغل به وأسخف من أن نفكر فيه، وإنما نقلنا منه طرفًا ليتعجب القارئ وليتبصر الناظر، فإنه على سخافته قد أضل، وعلى ركاكته قد أزل، وميدان الجهل واسع»

## في السينما والتلفزيون
- 1958: فيلم خالد بن الوليد عن قصة حياة خالد بن الوليد بطولة حسين صدقي وقام بدور مسيلمة الكذاب الممثل زكي طليمات
- 1981: مسلسل الفتوحات الإسلامية وقام بدور مسيلمة الكذاب الممثل جمال إسماعيل.
- 1991: مسلسل تحت ظلال السيوف عن قصة حياة ضرار بن الأزور بطولة عبد الله غيث. وقام بدور مسيلمة الكذاب الممثل محمد إسماعيل.
- 2006: مسلسل خالد بن الوليد عن قصة الصحابي والقائد خالد بن الوليد وقام بدور مسيلمة الكذاب الممثل زيناتي قدسية.
- 2010: مسلسل القعقاع بن عمرو التميمي عن قصة حياة القعقاع بن عمرو التميمي بطولة سلوم حداد. وقام بدور مسيلمة الكذاب الممثل عبد الرحمن آل رشي.
- 2012: مسلسل عمر عن قصة حياة عمر بن الخطاب بطولة سامر إسماعيل. وقام بدور مسيلمة الكذاب الممثل جمال العبابسي.
- 2010: مسلسل رايات الحق عن فترة حكم أبي بكر الصديق وعمر بن الخطاب. وقام بدور مسيلمة الكذاب الممثل أيمن زيدان.